# Сакребуло Тбілісі
41°41′34″ пн. ш. 44°48′05″ сх. д. / 41.692736111111° пн. ш. 44.801519444444° сх. д.

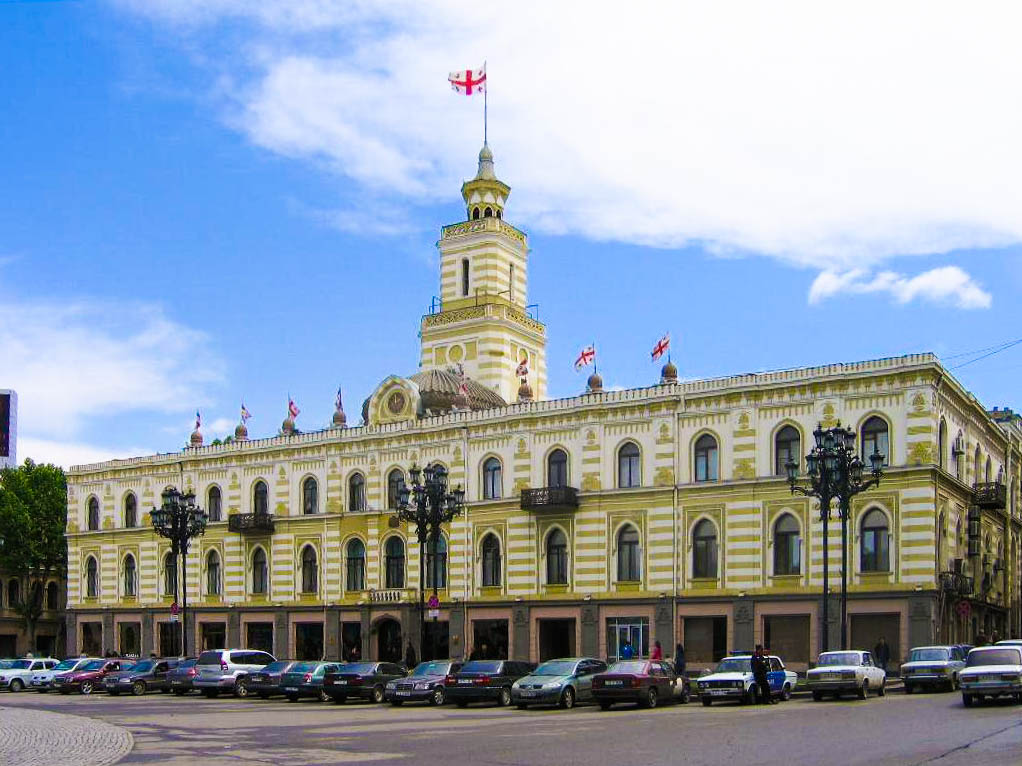
Будинок сакребуло міста Тбілісі, 2006

Сакребуло (Міське зібрання) Тбілісі (груз. თბილისის საკრებულო, тбілісіс сакребуло) — представницький орган в міському уряді Тбілісі, Грузія. Перекладається як «Народні збори Тбілісі». Засновані як законодавча гілка місцевої влади не тільки в Тбілісі, але і по всій Грузії, в ході реформ, проведених в 1991 після оголошення незалежності країни від Радянського Союзу.

## Склад
Тбіліська міська рада складається з 50 депутатів, 25 з них обирають за пропорційними партійними списками, а 25 — за одномандатними округами.

## Повноваження
Сакребуло має право затверджувати та змінювати міський бюджет, встановлювати місцеві податки. Мер та інші посадові особи несуть відповідальність перед Сакребуло і можуть бути відкликані переважною більшістю членів ради.